# Ice Cold Blues
| Recensione | Giudizio |
| ---------- | -------- |
| AllMusic   |          |

Ice Cold Blues è una compilation  del cantante e chitarrista blues statunitense Albert Collins, pubblicato dall'etichetta Charly Records nel marzo del 1986.

## Tracce

### LP (1986, Charly Records, CRB 1119)
Lato A (CRB 1119/A)
1. Harris County Line – 2:20 (Albert Collins) – Tratto dall'album: Trash Talkin' (1969)
2. Conversation with Collins – 5:19 (Albert Collins) –  Tratto dall'album: Trash Talkin' (1969)
3. Jawing – 2:12 (Albert Collins) – Tratto dall'album: Trash Talkin' (1969)
4. Grapeland Gossip – 2:50 (Albert Collins) – Tratto dall'album: Trash Talkin' (1969)
5. Chatterbox – 2:28 (Stephen Hollister) – Tratto dall'album: Trash Talkin' (1969)
6. Trash Talkin' – 4:07 (Gwendolyn Collins) – Tratto dall'album: Trash Talkin' (1969)
7. Leftovers – 2:08 (Albert Collins) – Tratto dall'album: Love Can Be Found Anywhere (Even in a Guitar) (1968)

Durata totale: 21:24
Lato B (CRB 1119/B)
1. Got a Good Thing Goin' – 3:10 (Albert Collins) –  Tratto dall'album: Love Can Be Found Anywhere (Even in a Guitar) (1968)
2. Lip Service – 3:18 (Albert Collins) – Tratto dall'album: Trash Talkin' (1969)
3. Talking Slim Blues – 3:22 (Albert Collins) – Tratto dall'album: Trash Talkin' (1969)
4. Backyard Backtalk – 2:51 (Albert Collins) – Tratto dall'album: Trash Talkin' (1969)
5. Tongue Lashing – 2:55 (Stephen Hollister) –  Tratto dall'album: Trash Talkin' (1969)
6. And It Started Raining – 2:45 (Jane Leichhardt) – Tratto dall'album: Trash Talkin' (1969)
7. Stump Poker – 2:35 (Jerry Foster, Bill Rice) – Tratto dall'album: Love Can Be Found Anywhere (Even in a Guitar) (1968)

Durata totale: 20:56

## Musicisti
- Albert Collins – voce, chitarra
- Altri musicisti non accreditati

### Produzione
- Bill Hall – produzione
- Bob Fisher – compilation e coordinatore
- The Raven Design Group – grafica e design copertina album originale
- Andre Hobus – foto copertina album originale
- Dave Walters – note retrocopertina album originale[3]